# اومکیرش
اومکیرش (به آلمانی: Umkirch) یک شهر در آلمان است که در برایگاو-هخشوارتسوالد واقع شده‌است.